# 골든 보이 (상)
골든 보이(Golden Boy)는 축구 언론사들에 의해 선정된 가장 뛰어난 유망주 축구 선수에게 수여되는 상이다. 이 상의 후보자는 반드시 21세 이하이며 유럽 국가 소속의 상위 리그에서 뛰어야 한다.

## 수상자

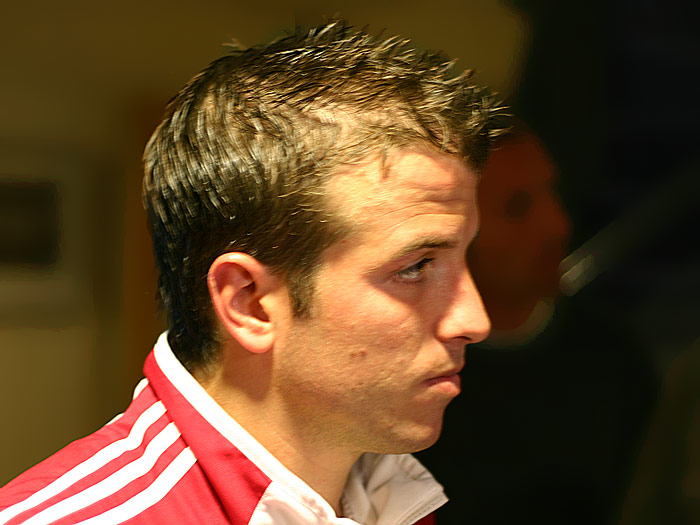
초대 골든 보이상 수상자인 라파엘 판 데르파르트

| 연도 | 우승자               | 출생 국가  | 클럽                              | 포지션   | 출생년도 | 비고   |
| ---- | -------------------- | ---------- | --------------------------------- | -------- | -------- | ------ |
| 2003 | 라파엘 판 데르파르트 | 네덜란드   | 아약스                            | 미드필더 | 1983     | [ 1 ]  |
| 2004 | 웨인 루니            | 잉글랜드   | 에버턴 맨체스터 유나이티드        | 공격수   | 1985     | [ 1 ]  |
| 2005 | 리오넬 메시          | 아르헨티나 | 바르셀로나                        | 공격수   | 1987     | [ 1 ]  |
| 2006 | 세스크 파브레가스    | 스페인     | 아스널                            | 미드필더 | 1987     | [ 1 ]  |
| 2007 | 세르히오 아궤로      | 아르헨티나 | 아틀레티코 마드리드               | 공격수   | 1988     | [ 1 ]  |
| 2008 | 안데르송             | 브라질     | 맨체스터 유나이티드               | 미드필더 | 1988     | [ 2 ]  |
| 2009 | 알레샨드리 파투      | 브라질     | 밀란                              | 공격수   | 1989     | [ 3 ]  |
| 2010 | 마리오 발로텔리      | 이탈리아   | 인터 밀란 맨체스터 시티           | 공격수   | 1990     | [ 4 ]  |
| 2011 | 마리오 괴체          | 독일       | 보루시아 도르트문트               | 미드필더 | 1992     | [ 5 ]  |
| 2012 | 이스코               | 스페인     | 말라가                            | 미드필더 | 1992     | [ 6 ]  |
| 2013 | 폴 포그바            | 프랑스     | 유벤투스                          | 미드필더 | 1993     | [ 7 ]  |
| 2014 | 라힘 스털링          | 잉글랜드   | 리버풀                            | 공격수   | 1994     | [ 8 ]  |
| 2015 | 앙토니 마르시알      | 프랑스     | 모나코 맨체스터 유나이티드        | 공격수   | 1995     | [ 9 ]  |
| 2016 | 헤나투 산시스        | 포르투갈   | 벤피카 바이에른 뮌헨              | 미드필더 | 1997     | [ 10 ] |
| 2017 | 킬리안 음바페        | 프랑스     | 모나코 파리 생제르맹              | 공격수   | 1998     | [ 11 ] |
| 2018 | 마테이스 더 리흐트   | 네덜란드   | 아약스                            | 수비수   | 1999     | [ 12 ] |
| 2019 | 주앙 펠릭스          | 포르투갈   | 벤피카 아틀레티코 마드리드        | 공격수   | 1999     | [ 13 ] |
| 2020 | 엘링 홀란            | 노르웨이   | 보루시아 도르트문트               | 공격수   | 2000     | [ 14 ] |
| 2021 | 페드리               | 스페인     | 바르셀로나                        | 미드필더 | 2002     | [ 15 ] |
| 2022 | 가비                 | 스페인     | 바르셀로나                        | 미드필더 | 2004     | [ 16 ] |
| 2023 | 주드 벨링엄          | 잉글랜드   | 보루시아 도르트문트 레알 마드리드 | 미드필더 | 2003     | [ 17 ] |
| 2024 | 라민 야말            | 스페인     | 바르셀로나                        | 공격수   | 2007     | [ 18 ] |

## 같이 보기
- 브라보상
- 트로페 코파
- 발롱도르